# دفتر ارزیابی شنوایی
دفتر ارزیابی شنوایی به محلی گفته می‌شود که طبق ضوابط و مقررات وزارت بهداشت، درمان و آموزش پزشکی جهت انجام خدمات شنوایی‌شناسی (مطابق شرح وظایف و اختیارات) پس از اخذ مجوز فعالیت توسط افراد واجدالشرایط و صلاحیت ذکر شده آئین نامه دائر می‌شود.

## خدمات قابل ارائه
خدمات ارائه شده در دفتر ارزیابی شنوایی عبارتند از:
- ارزیابی سیستم شنوایی محیطی (از مجرای گوش خارجی تا عصب شنوایی)
- ارزیابی سیستم شنوایی مرکزی (از عصب شنوایی تا قشر شنوای)
- ارزیابی سیستم دهلیزی
- ارزیابی وز وز گوش (Tinitus)
- ارائه و ارزیابی سمعک و دیگر وسایل کمک ارتباطی شنوایی برای افراد مبتلا به ضایعات شنوایی غیرقابل درمان پزشکی قالب گیری از گوش
- ارائه خدمات و مشاوره شنوایی با والدین یا کودک
- نوشتن گزارش نتایج ارزیابی‌ها و ارسال آن به پزشک معالج